# 曹州教案
曹州教案（そうしゅうきょうあん）は、1897年に山東省曹州府で発生した教案（反キリスト教事件）。鉅野教案・鉅野事件ともいう。
11月1日、山東省曹州府巨野県張家荘のカトリック教会が大刀会数人の略奪に遭い、教会内にいたフランツィスクス・ニース（Franciscus Nies、能方済）とリヒャルト・ヘンレ（Richard Henle、韓理加略）の2人のドイツ人神父が殺害された。また事件の直前には曹州府寿張県（現在の陽穀県寿張鎮）の教会が襲撃を受けるという事件も発生していた。
11月6日にドイツ帝国は事件を口実に山東省に出兵し、膠州湾を占領した。外交折衝が行われたが、交渉中に山東巡撫李秉衡は解任された。1898年に清朝は過失を認め、ドイツは22万両の賠償金を獲得し、済寧府など3カ所に教会を建設させた。さらに独清条約が結ばれ、ドイツは99年の期限で膠州湾を租借し、鉄道建設権と鉱山の採掘権を得た。